# 2022년 체르니히우 폭격
체르니히우 폭격은 2022년 러시아의 우크라이나 침공 중 벌어진 체르니히우 전투 동안 47명의 민간인이 희생된 일련의 공습이다 . 국제앰네스티와 휴먼 라이츠 워치는 이 공습을 전쟁범죄로 규정했다.

## 공격
2022년 3월 3일 12:00 (UTC+2), 체르니히우의 주거 지역 비아체슬라바 초르노빌라와 크루호바 거리(북위 51° 30′ 00″ 동경 31° 16′ 45″ / 북위 51.5001°  동경 31.2791° )에 있는 광장에 6개의 공습 폭탄 (unguided aerial bombs)이 떨어졌다. 이바나 보후나 거리의 생존자인 알리나는 폭탄이 터지기 전 크게 웅웅거리는 소리를 들었다.
공격 영상은 대시보드 카메라(dashcam)에 녹화됐다. 영상에는 여섯 개의 폭탄이 떨어지고 폭발하는 것이 보인다. 다른 온라인 매체에는 희생자들의 시신, 들것에 실려 옮겨진 생존자들, 피격당한 주 아파트 단지에서 화재를 진압하려는 소방관들, 불에 탄 자동차와 나무들이 실렸다. 비아체슬라우 차우스 지역 주지사는 기자들에게 두 학교가 피해를 입었다고 말했다.
우크라이나 태생의 미국 하원의원 빅토리아 스파르츠 ( IN -R)는 기자들에게, 할머니가 근처 건물에 살고 있었고 창문이 모두 파괴되었다고 말했다.

## 피해자
사망자들은 주로 빵을 사기 위해 줄을 선 사람들이었다. 이바나 보후나 거리의 주민이기도 한 율리아 마티비엔코는 두부 외상만 입고 폭탄 테러에서 살아남았다. 그녀의 세 자녀는 다치지 않았지만 폭발 후 잔해 아래에서 기어나와야 했다. 현지 긴급 구조대는 폭탄 테러로 38명의 남성과 9명의 여성이 사망하고 18명이 부상을 입었다고 기록했다.

## 조사
국제앰네스티는 인근에서 적법한 군사 목표물을 식별할 수 없었기 때문에, 이번 공격은 2022년 침공의 전쟁 범죄로 분류될 수 있다고 말했다.
휴먼라이츠워치 (HRW)는 "공격한 곳의 사거리 또는 부근의 중요한 [군사적] 목표물, (중략) 잠재적인 무차별적 공격의 징후"가 있었다는 증거를 찾지 못했다. HRW는 우크라이나의 국제형사재판소 조사단과 유엔 조사 위원회에 전쟁 범죄가 발생했는지 여부를 결정하고 책임자에게 책임을 묻도록 촉구했다. HRW 조사에는 3명의 목격자와 2명의 다른 체르니히브 주민과의 전화 인터뷰와 22개의 비디오와 12개의 사진 분석이 포함되었다. HRW가 인터뷰한 목격자들은 이웃의 군사 목표나 작전에 대해 알지 못했다고 말했다.
500kg 폭탄과 일치하는 폭탄 분화구가 발견되었다. FAB-500 폭탄은 2022년 러시아 침공에 사용된 것으로 알려졌다.

## 같이 보기
- 2022년 3월 16일 체르니히우 빈민 총격